# Anthemus emersoni
Anthemus emersoni är en stekelart som beskrevs av Girault 1920. Anthemus emersoni ingår i släktet Anthemus och familjen sköldlussteklar. Inga underarter finns listade i Catalogue of Life.